# Haarmilbenbefall des Meerschweinchens

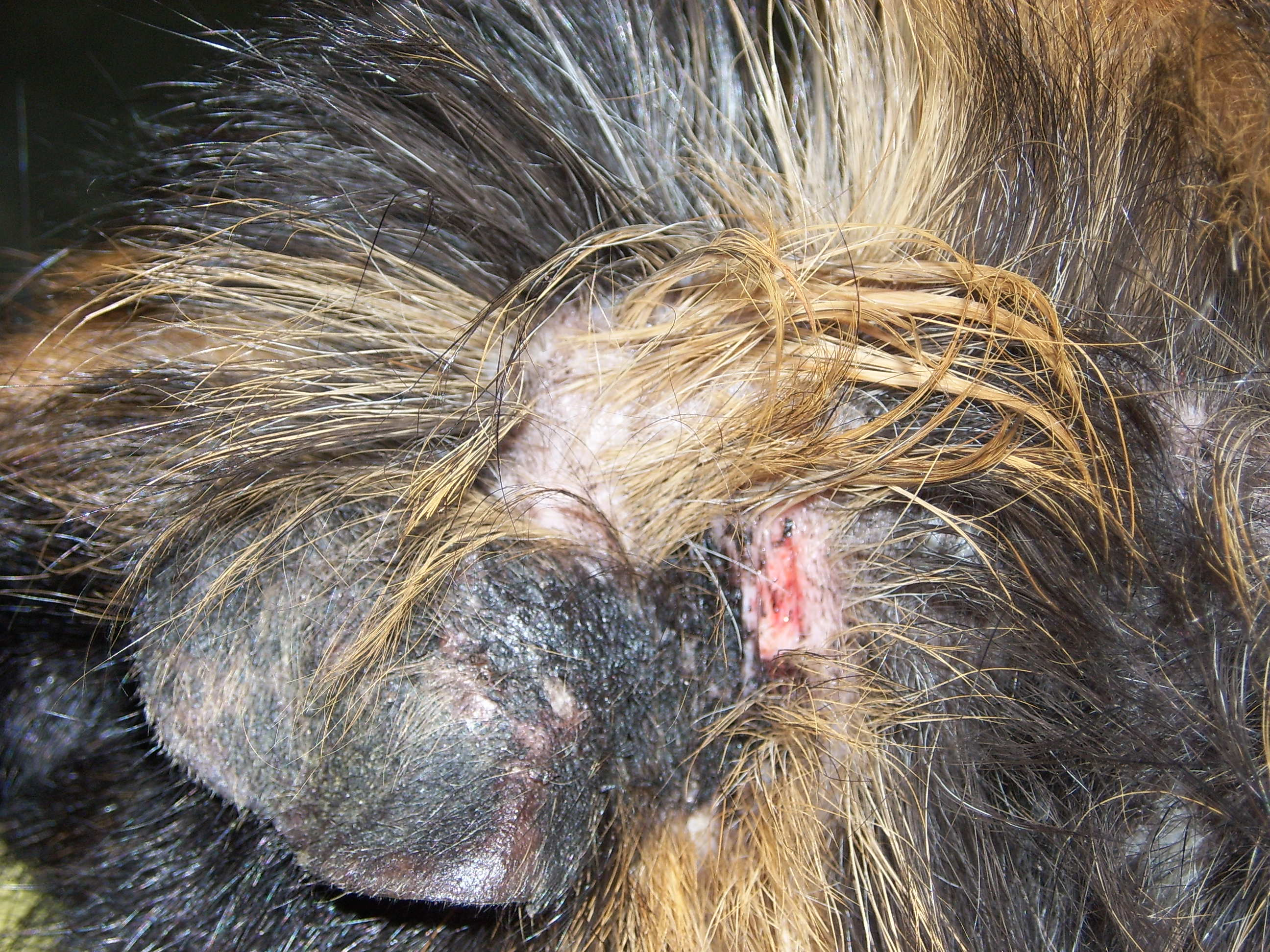
Haarmilbenbefall

Der Haarmilbenbefall ist eine parasitäre Hauterkrankung der Meerschweinchen, die bei Hausmeerschweinchen häufig vorkommt. Er wird durch die etwa 0,5 mm große Pelzmilbe Chirodiscoides caviae hervorgerufen.
Befallene Tiere können ohne klinische Symptome sein. Bei stärkerem Befall kommt es zu starkem Juckreiz, Haarausfall, Hautrötung, eventuell zur Bildung von Krusten und Hautknoten. Aufgrund der vermehrten Aufnahme von Haaren können Haarknäuel in der Mundhöhle entstehen, die die Futteraufnahme beeinträchtigen oder sogar zur vollständigen Nahrungsverweigerung (Anorexie) führen können.

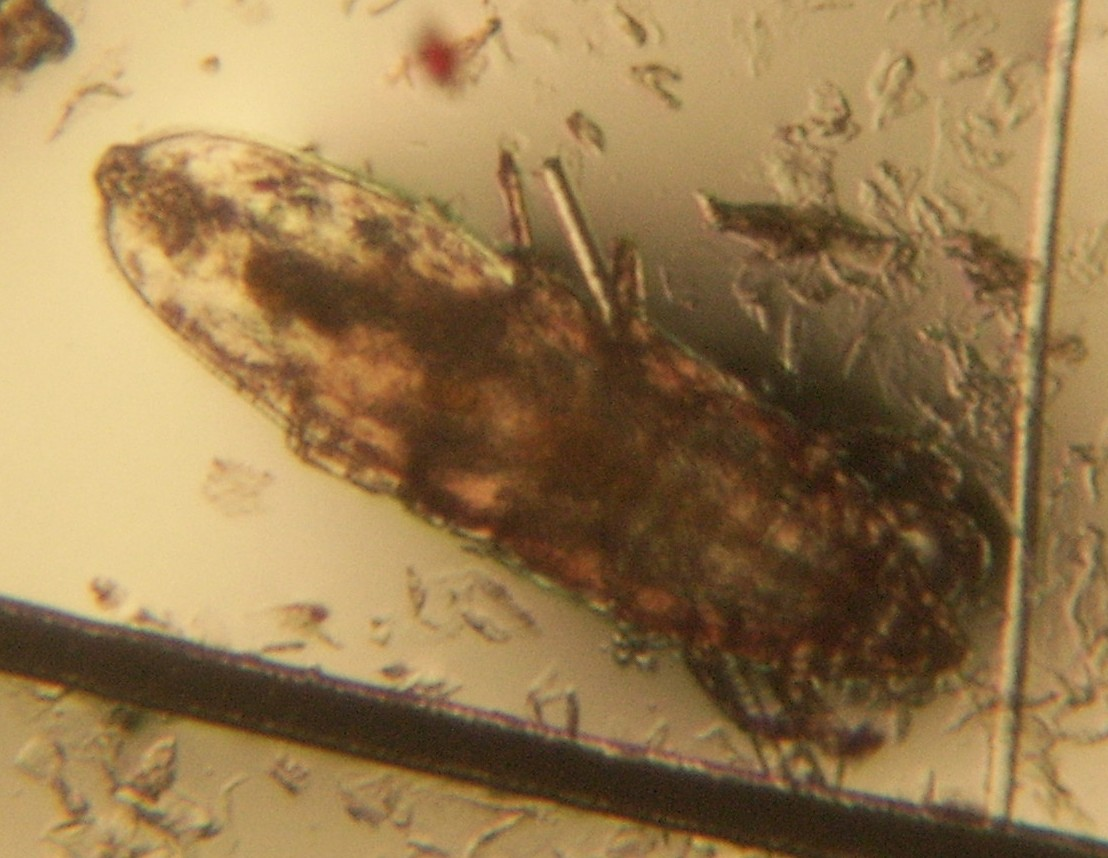
Chirodiscoides caviae

Die Diagnose wird durch eine mikroskopische Untersuchung gestellt. Differentialdiagnostisch sind der Befall mit Haarlingen, Meerschweinchenräude, Notoedresräude, Cheyletiellose und Demodikose auszuschließen.
Die Behandlung erfolgt mit milbenwirksamen Mitteln (Akariziden) wie Fipronil, Ivermectin, Doramectin, Selamectin oder Propoxur.